# روميو مانشيني
روميو مانشيني (بالإيطالية: Romeo Mancini)‏ هو رسام إيطالي، ولد في 28 مايو 1917 في بيروجيا في إيطاليا، وتوفي في 19 مارس 2003.